# 胶州延胡索
胶州延胡索（学名：Corydalis kiautschouensis）为罂粟科紫堇属下的一个种。

## 扩展阅读
- 維基物種上的相關：胶州延胡索